# 1043. grenadirski polk (Wehrmacht)
1043. grenadirski polk (izvirno nemško 1043. Grenadier-Regiment; kratica 1043. GR) je bil pehotni polk Heera v času druge svetovne vojne.

## Zgodovina
Polk je bil ustanovljen 26. junija 1944 kot del 232. pehotne divizije.